# 白水社
株式会社白水社（はくすいしゃ）は、日本の出版社。語学書や翻訳書の出版を多く手がける。新人劇作家の登竜門といわれる岸田國士戯曲賞を主催していることでも知られる。
社名は、屈原の長詩「離騒」の註の「淮南子に言ふ、白水は崑崙（こんろん）の山に出で、これを飲めば死せず（白水出崑崙之山、飲之不死）と。神泉なり」に由来する。

## 歴史
- 1915年 - 神田小川町に創業。福岡易之助（1885年 - 1931年）による。福岡は秋田県横手市雄物川町出身、東京帝国大学仏文科卒。姉の福岡珠子(田子静江)は田子一民の妻。はじめは雑誌『婦人』を創刊。
- 1921年 - 内藤濯ほか編『模範仏和大辞典』を刊行。フランス政府からレジオン・ドヌール勲章を贈られる。
- 1923年 - 関東大震災で打撃を受ける。
- 1924年 - 神田錦町に新社屋を建て再出発。
- 1925年 - 田島清により雑誌『ふらんす』が創刊される[1]。
- 1931年 - 福岡が死去、夫人福岡せいが社長となる。
- 1938年 - マルタン・デュ・ガール『チボー家の人々』山内義雄訳を刊行開始。
- 1943年 - 草野貞之が代表取締役社長となる。
- 1951年 - 新書判シリーズ「文庫クセジュ」発刊。
- 1954年 - 『新劇』を創刊。
- 1955年 - 新劇戯曲賞を創設。
- 1961年 - 新潮社の岸田演劇賞を吸収して「新劇」岸田戯曲賞とする。
- 1963年 - 「新しい世界の文学」シリーズを刊行開始。
- 1964年 - サリンジャー『ライ麦畑でつかまえて』野崎孝訳を刊行、ロングセラーとなる。
- 1971年 - 寺村五一（1902年 - 1977年）が代表取締役社長となり、草野は会長となる。
- 1973年 - 小田島雄志訳『シェイクスピア全集』を刊行開始。
- 1975年 - 『吉田秀和全集』を刊行開始。
- 1977年 - 寺村死去、中森季雄（1912年 - 1988年）が社長となる。
- 1979年 - 「新劇」岸田戯曲賞を岸田国士戯曲賞と改称。
- 1980年 - 『シェイクスピア全集』が完結、読売文学賞を受ける。
- 1983年 - 白水Uブックスを創刊。
- 1986年 - 外国語学習「エクスプレス」シリーズを発刊。草野貞之死去。高橋孝（1929年 - 1990年）が社長となる。
- 1990年 - 『新劇』を『レ・スペック』と改称するが、ほどなく休刊。高橋社長死去、藤原一晃が社長となる。
- 2003年 - 村上春樹による新訳「キャッチャー・イン・ザ・ライ」発行。
- 2009年 - 及川直志が代表取締役社長に、川村雅之が代表取締役会長に就任[2]。

## 特色
語学書、特にフランス語では日本最高の量と質を誇り、雑誌『ふらんす』、テキスト、辞書（『ディコ』など）、CDなど多様な書籍類を発行している。スペイン語、イタリア語、ギリシャ語、ラテン語など、国内では比較的出版点数の少ない英語以外の欧州諸語の語学書や辞書（『現代スペイン語辞典』『プリーモ伊和辞典』など）の出版も多い。（CD）エクスプレスは、アイヌ語、チベット語など学習者の少ない言語のテキストを出版している。
フランスの出版社Presses universitaires de France（PUF フランス大学出版局）と提携し、1951年から同社の「文庫クセジュ」シリーズを日本に紹介している。翻訳された本は2008年現在で900冊以上に及ぶ。
古典や現代を問わず、フランス文学をはじめとする海外文学や、西洋哲学の翻訳出版でも、『ライ麦畑でつかまえて』、ロジェ・マルタン・デュ・ガールの『チボー家の人々』、『にんじん』などのロングセラーを持つ。
「岸田國士戯曲賞」を主催するなど、演劇・戯曲関係の出版も活発。
また山岳紀行、西域などの極地探検、民族学・民俗学関連などに、基本書（古典）やロングセラーがある。

## 主なシリーズ出版
- 雑誌「ふらんす」
- 文庫クセジュ　新書判
- 白水Uブックス
- エクス・リブリス - 海外文学の翻訳シリーズ